# Bresaola della Valtellina
La bresaola della Valtellina è una bresaola riconosciuta a indicazione geografica protetta (IGP), ottenuta da carne di manzo, salata e stagionata, che viene consumata cruda.
Può essere prodotta in tutta la provincia di Sondrio.

## Storia
È alquanto difficile stabilire con precisione da dove derivi il nome di questo salume. Potrebbe derivare dall'espressione "sala come brisa", per l'uso che un tempo si faceva del sale nella conservazione e per il fatto che in Valchiavenna (valle vicina alla Valtellina) "brisa" indicava una ghiandola dei bovini fortemente salata. Ma c'è chi riconduce l'origine di questo nome al termine "brasa" (in dialetto significa brace) poiché un tempo l'asciugamento del prodotto avveniva in locali riscaldati da bracieri alimentati con carbone di legna di abete e bacche di ginepro, timo e foglie di alloro. Da "brisaola" il nome è poi mutato con gli anni in "bresaola".
Le prime testimonianze letterarie relative alla produzione della bresaola risalgono al XV secolo, ma l'origine del salume è senz'altro antecedente. La produzione rimane circoscritta all'ambito familiare sino ai primi decenni dell'Ottocento. Nel XIX secolo la lavorazione artigianale del salume diventa particolarmente florida e il prodotto varca i confini nazionali per essere esportato nella vicina Svizzera. Il settore agro-alimentare è tradizionalmente molto forte in Valtellina, le cui ottime specialità gastronomiche sono vendute in tutta Italia e in Svizzera.

## La produzione
Il Disciplinare di produzione è stato recepito dall'ordinamento italiano con decreto 23 dicembre 1998 del Ministero delle politiche agricole alimentari e forestali.
La denominazione "Indicazione Geografica Protetta" identifica un prodotto per il quale almeno uno degli stadi della produzione, della trasformazione o dell'elaborazione hanno luogo in un'area geografica determinata e caratterizzata da una perizia riconosciuta e constatata.
La bresaola della Valtellina viene elaborata nella tradizionale zona di produzione che comprende l'intero territorio della provincia di Sondrio, ma le carni utilizzate possono provenire da bovini allevati e macellati in altre zone anche e soprattutto d'importazione (principalmente dal Brasile e dall'Argentina). L'economia della Provincia di Sondrio è notevolmente dipendente dalle sorti di questa importazione. Infatti, la sottospecie bovina Zebù è allevata nel nuovo continente e si adatta particolarmente alla produzione di conserve del genere. La principale alternativa alla carne extracomunitaria è peraltro la carne bovina proveniente dall'Irlanda.
La bresaola si ricava dalle seguenti masse muscolari:
- fesa: corrisponde alla porzione posteromediale della muscolatura della coscia e comprende il muscolo retto interno, il muscolo adduttore e il muscolo semimembranoso
- punta d'anca: è il taglio più pregiato, corrisponde alla parte della fesa privata del muscolo adduttore. Ha un peso minimo di 2,5–3 kg
- sottofesa: corrisponde alla porzione posterolaterale della muscolatura della coscia e precisamente al muscolo lungo vasto e pesa almeno 2 kg
- magatello: corrisponde alla porzione posterolaterale della muscolatura della coscia e più in particolare al muscolo semitendinoso e pesa almeno 1 kg
- sottosso: corrisponde alla fascia anteriore della coscia, composta dal muscolo retto anteriore e dal muscolo vasto esterno, interno e intermedio (quadricipite femorale).

### Modalità di preparazione[5]
La materia prima viene sottoposta a salagione, effettuata a secco in vasche d'acciaio dove la carne viene cosparsa con sale (in quantità variabili dai 2,5 ai 3,5 kg ogni 100 kg, secondo la stagione), pepe macinato e aromi naturali. Possono essere aggiunti vino, spezie, zuccheri (con lo scopo di favorire i fenomeni microbici responsabili in buona parte della stagionatura del prodotto), nitriti e nitrati di sodio e potassio, acido ascorbico e suo sale sodico. La miscela salante spesso cambia da produttore a produttore e si tramanda come una ricetta da custodire gelosamente.
La durata della salagione va dai 10 ai 20 giorni, a seconda della stagione, della pezzatura e l'altitudine del luogo di lavorazione. Ogni quattro giorni i pezzi vengono trasferiti in nuovi contenitori dopo aver eliminato l'eccesso di salamoia mediante operazioni di massaggio, che consentono una più rapida e uniforme migrazione del sale all'interno del prodotto. In questa fase la carne si insaporisce perdendo parte dell'acqua libera presente nel tessuto muscolare.
Si passa poi alla lavatura delle bresaole che successivamente vengono insaccate in involucri di protezione (budelli naturali o artificiali) e inviate alla fase successiva di asciugamento in apposite celle.
L'asciugamento deve consentire una rapida disidratazione del prodotto nei primi giorni di trattamento. Viene condotto a temperatura compresa tra 20 e 30 °C e in condizioni di umidità dell'aria pari al 35-65%.
Alla fase di asciugamento segue la stagionatura condotta a temperatura compresa tra 12 e 18 °C e in condizioni di umidità dell'aria pari al 70-90% per un periodo che varia dalle 2 alle 4 settimane.
I locali di stagionatura, così come quelli di asciugamento, devono essere muniti di impianti per il mantenimento e la rilevazione della temperatura e dell'umidità e devono consentire un ottimale ricambio dell'aria.
Questo processo di maturazione provoca un notevole calo di peso e un conseguente insaporimento del prodotto per effetto della concentrazione degli aromi e del sale, rendendo possibile la conservazione della bresaola per periodi piuttosto lunghi pur mantenendo inalterate tutte le caratteristiche di sapore, morbidezza e digeribilità.
La bresaola è uno dei salumi con il minor contenuto di grassi.